# 푸르른 날
〈푸르른 날〉은 대한민국의 가수 송창식의 노래로, 서정주의 시에 곡을 붙인 것이다. 1974년 송창식 《푸르른 날》 앨범에 실렸다.

## 수상
- 1983년 제1회 KBS 가사대상 대상